# Sony Ericsson Xperia Active
Sony Ericsson Xperia active — первый Android-смартфон компании Sony Ericsson, ориентированный на любителей спорта и экстрима. Смартфон имеет международную сертификацию IP-67, гарантирующую защиту от попадания внутрь корпуса пыли и влаги. Смартфон способен пребывать под водой на глубине до 1 метра в течение 30 минут.
Sony Ericsson Xperia active выполнен в форм-факторе моноблок. Имеет 3.0 дюймовый дисплей с разрешением 480 на 320 пикселей, 5 МП камеру с автофокусом с возможностью записи HD-видео, 3.5 мм разъём для подключения гарнитуры, поддержку карт памяти microSD, FM-радио, Bluetooth, Wi-Fi- и GPS-модули. По своим характеристикам модель похожа на Xperia mini. Корпус отличается яркой расцветкой — сочетанием чёрного, оранжевого и серебристого цветов.
Одним из «ноу-хау» компании Sony Ericsson, применённых в данной модели, стала технология Wet Fingers, позволяющая пользователю взаимодействовать с сенсорным экраном телефона мокрыми пальцами.

## Официальная российская комплектация
- Мобильный телефон Xperia active
- Аккумуляторная батарея ЕР500 1200 mAh
- Карта памяти microSD 2Гб
- Блок зарядного устройства ЕР800
- USB-кабель ЕС450
- Стереогарнитура МН650
- Спортивные наушники ЕТ700
- Ремешок на руку ЕТ650
- Спортивная сумка СА650
- Сменная панель белого цвета (несофт-тач)

## Характеристики Xperia active
- ОС: Google Android 2.3.4 + оболочка четырёх углов
- Чипсет: Qualcomm MSM 8255
- Процессор: ARM 1 ГГц
- Оперативная память: 512 МБ
- Основная память: 1 ГБ + microSD до 32 ГБ (2 ГБ в комплекте)
- Экран: TFT, 3", 480 x 320
- Коммуникации: 3G, Wi-Fi, Bluetooth 2.1, USB 2.0
- Разъёмы: micro-USB, 3,5-мм
- Камера: 5 Мпикс., вспышка, автофокус, видео 720p
- Навигация: GPS, аGPS
- Аккумулятор: 1200 мАч
- Размеры: 92 x 55×16,5 мм
- Вес: 111 грамм
- Дополнительно: защищен по стандарту IP67
- Цена на момент старта продаж в России: 14000 руб.